# Marta Staņa
Marta Zigrīda Staņa (russisch Марта Яновна Станя Marta Janowna Stanja; * 19. Februarjul. / 4. März 1913greg. in der Gemeinde Jērcēnu (heutiger Bezirk Valmiera), Gouvernement Livland; † 17. Januar 1972 in Riga) war eine lettische bzw. sowjetische Architektin und Hochschullehrerin.

## Leben
Staņa stammte aus einer armen Eisenbahnarbeiterfamilie und hatte zwei Schwestern und einen jüngeren Bruder. Sie besuchte das Lehrerinstitut Mitau und verdiente sich ihren Lebensunterhalt mit Privatstunden. Aufgrund ihrer künstlerischen Interessen besuchte sie das Atelier Romans Sutas.
Nach dem Institutsabschluss 1932 wurde Staņa zum Unterricht im Dorf Indra in Lettgallen eingeteilt. Dann arbeitete sie in Viesīte und Ludza.
Daneben bereitete sich Staņa auf das Studium an der Universität Lettlands (UL) in der Architektur-Fakultät vor, das sie 1936 in dem von Ernests Štālbergs geführten Atelier begann. Sie arbeitete gleichzeitig als Bauinspektorin im Schifffahrtsdepartement, sodass das Studium sich hinzog. Im Deutsch-Sowjetischen Krieg gingen im Herbst 1944 die meisten Mitarbeiter und Studenten der Architektur-Fakultät der UL mit der abziehenden Wehrmacht nach Deutschland. Sie blieb jedoch an der UL wie auch ihr Lehrer. Im lettischen Architektenverband waren 1945 16 der 69 Vorkriegsmitglieder verblieben. Staņa verteidigte 1945 erfolgreich ihr Diplomprojekt für einen Konzertsaal mit 900 Plätzen in der Rigaer Zitadelle. 1946 wurde sie Mitglied des Architektenverbands der UdSSR.
Als eine der besten Studentinnen Štālbergs' wurde Staņa Assistentin an der Architektur-Fakultät der UL. Aus der RSFSR kamen viele lettische Architekten in die Lettische SSR, die den Sozialistischen Klassizismus vertraten und den Konstruktivismus der 1930er Jahre kritisierten. Wie auch andere vertrat Staņa weiter Štālbergs' Funktionalismus. Darauf wurde 1950 die Schließung der Architektur-Fakultät beschlossen und Staņa entlassen. Nach Studenten-Protesten und einem Brief einer Tante eines Studenten an Stalin wurde eine Architektur-Abteilung in der Bauingenieur-Fakultät des Rigaer Polytechnischen Instituts eingerichtet.
Staņa fand nun Arbeit im Möbel-Artel Assoziazija, wo sie weniger als ein Jahr blieb. Ihre Möbelgruppe gewann den 1. Preis auf der 1. Allunions-Möbelausstellung. Ab 1951 arbeitete sie in der lettischen Filiale des Staatlichen Instituts für Sowchosbau-Projektierung Giprosowchosstroi und projektierte mit Janis Ginters und Woldemar Sakis ein rein funktionales Gebäude für das Landbau-Ministerium.
Ab 1953 war Staņa Architektin und Bauleiterin des großen finanzkräftigen Fischfang-Kolchos Sweinijeks bei Skulte und projektierte mit Andris Kalninysch und einer Architektengruppe ein neues Klubgebäude mit Zentralheizung für die 800 Kolchosniks für Versammlungen, Theater- und Konzertaufführungen, Filmvorführungen, Ausstellungen und künstlerische und sportliche Betätigungen. 1952 wurde das Fundament an einer Ausbuchtung des Flusses Age gelegt mit der Möglichkeit, dort auch eine Mittelschule und Wohnhäuser zu bauen. Der Kolchos mit einem Jahresumsatz von 10 Millionen Rubel (1958) stellte 3 Millionen Rubel zur Verfügung, und das Fischerei-Ministerium der Lettischen SSR gab einen Zuschuss von 1 Million Rubel. 1955 begann sie die Projektierung des Mittelschulgebäudes. Am 4. November 1955 beschlossen das Zentralkomitee der KPdSU und der Ministerrat der UdSSR einen Erlass über wirtschaftliches industrielles Bauen mit Verzicht auf alles Überflüssige. Damit konnte Staņa zum Funktionalismus zurückkehren und das Schulgebäude nach skandinavischem Vorbild gestalten. Im selben Jahr erhielt sie die Genehmigung für den Bau eines eigenen Hauses in Riga auf einem von der Stadt zugewiesenen Grundstück. Sie baute bis 1963 ein Haus mit 74 Quadratmetern, das sie dann mit ihrer behinderten Schwester bewohnte.
Neben der Bautätigkeit lehrte Staņa ab 1953 an der Rigaer Mittelschule für Dekorative und Angewandte Kunst. Sie beteiligte ihre Studenten an der Gestaltung des Klubgebäudes des Kolchos Sweinijeks. Ab 1958 lehrte sie an der Kunstakademie Lettlands.
Staņa gewann 1959 den Wettbewerb für den Bau des Dailes-Theaters in Riga, der 1966 begonnen und 1976 fertiggestellt wurde.